# 올림픽 컵
올림픽 컵(Olympic Cup, 프랑스어: Coupe olympique)은 국제 올림픽 위원회가 매년 수여하는 상이다.
1906년 피에르 드 쿠베르탱에 의해 제정되었으며 올림픽 운동을 적극적으로 발전시키는 데 있어 공로와 성실성을 입증한 기관이나 협회에 수여된다.
수상자에는 아마추어 스포츠 클럽, 학교, 신문 및 국가 스포츠 행정 기관이 포함되어 있지만 주로 올림픽 게임 조직과 관련된 단체에 수여된다.

## 수상
- 1906년 — 클루브 드 프랑스 투어링
- 1907년 — 헨리 로열 레가타
- 1908년 — 스웨덴 스포츠 진흥 중앙 협회
- 1909년 — 독일 체조
- 1910년 — 소콜 운동
- 1911년 — 투어링 클럽 이탈리아노
- 1912년 — 프랑스 체조 협회 연합
- 1913년 — 헝가리 체육 클럽
- 1914년 — 미국 아마추어 체육 연맹
- 1915년 — 럭비 학교
- 1916년 — 콩프리 생 미셸 드 간드(Confrérie Saint-Michel de Gand)
- 1917년 — 네덜란드 축구 협회
- 1918년 — 연합군 전선의 스포츠 팀
- 1919년 — 로잔 올림픽 연구소
- 1920년 — Y.M.C.A. 국제 대학, 스프링필드
- 1921년 — 덴마크 스포츠 연맹
- 1922년 — 캐나다 아마추어 체육 연맹
- 1923년 — 카탈로니아 스포츠 협회
- 1924년 — 핀란드 체육 및 체조 연맹
- 1925년 — 우루과이 국립체육위원회
- 1926년 — 노르웨이 스키 연맹
- 1927년 — 로버트 M. 톰슨 대령
- 1928년 — 멕시카나 국가정권
- 1929년 — YMCA 세계위원회
- 1930년 — 스위스 축구 및 체육 협회
- 1931년 — 영국 국립 경기장 협회
- 1932년 — 독일 체육 대학
- 1933년 — 스위스 연방 체조 학회
- 1934년 — 오페라 나치오날레 도폴라보로
- 1935년 — 국립 휴양 및 공원 협회
- 1936년 — 그리스 아마추어 체육 협회
- 1937년 — 오스트리아 빙상 연맹
- 1938년 — 헝가리 왕립 체육 아카데미
- 1939년 — 기쁨을 통한 힘
- 1940년 — 스웨덴 체조
- 1941년 — 핀란드 올림픽 위원회
- 1942년 — 윌리엄 메이 갈랜드
- 1943년 — 아르헨티나 올림픽 위원회
- 1944년 — 로잔시
- 1945년 — 노르웨이 육상 협회
- 1946년 — 콜롬비아 올림픽 위원회
- 1947년 — J. 시그프리드 에드스트룀(J. Sigfrid Edström) IOC 회장
- 1948년 — 신체 레크리에이션 중앙 협의회
- 1949년 — 플루미넨세 축구 클럽
- 1950년 — 벨기에 올림픽 위원회
- 1950년 — 뉴질랜드 올림픽 및 대영 제국 게임 협회
- 1951년 — 파리 스포츠 아카데미
- 1952년 — 오슬로 시
- 1953년 — 헬싱키 시
- 1954년 — 스위스 연방 체조 및 스포츠 학교
- 1955년 — 1954년 중앙아메리카 및 카리브해 게임 조직위원회
- 1955년 — 1955년 팬아메리칸 게임 조직위원회
- 1956년 — 수상 없음
- 1957년 — 이탈리아 사일런트 스포츠 연맹
- 1958년 — 수상 없음
- 1959년 — 파나슬론 이탈리아노(제노바)
- 1960년 — 이탈리아 대학 스포츠 센터
- 1961년 — 로스앤젤레스 헬름스 체육 재단
- 1962년 — 1961년 볼리바리안 게임 조직위원회
- 1963년 — 호주 대영 제국 및 영연방 게임 협회
- 1964년 — 로스앤젤레스 남부 캘리포니아 올림픽 위원회
- 1965년 — 도쿄시
- 1966년 — 침묵 스포츠 국제위원회
- 1967년 — 볼리바리안 게임
- 1968년 — 멕시코시티 사람들
- 1969년 — 폴란드 올림픽 위원회
- 1970년 — 1966년 및 1970년 아시안 게임 조직위원회
- 1971년 — 1971년 팬아메리칸 게임 조직위원회
- 1972년 — 터키 올림픽 위원회
- 1972년 — 삿포로시
- 1973년 — 뮌헨 사람들
- 1974년 — 불가리아 올림픽 위원회
- 1975년 — 이탈리아 국가 올림픽 위원회
- 1976년 — 체코슬로바키아 체육 및 스포츠 연맹
- 1977년 — 코트디부아르 올림픽 위원회
- 1978년 — 그리스 올림픽 위원회
- 1979년 — 1978년 뉴질랜드 세계 조정 선수권 대회 조직위원회
- 1980년 — 히나시오 클루브(Ginásio Clube) 포르투갈어
- 1981년 — 스위스 연맹, 국제 올림픽 아카데미
- 1982년 — 라싱 클럽 드 프랑스
- 1983년 — 푸에르토리코 올림픽 위원회
- 1984년 — 1983년 세계 육상 선수권 대회 조직 위원회
- 1985년 — 중국 올림픽 위원회
- 1986년 — 슈투트가르트 시
- 1988년 — 레퀴프
- 1988년 — 호주 사람들
- 1989년 — 서울특별시
- 1989년 — 라 가제타 델로 스포르트
- 1990년 — 아테네의 파넬리니오스 체육 클럽
- 1991년 — 일본 올림픽 위원회
- 1992년 — 사부아주
- 1992년 — 바르셀로나 시
- 1993년 — 모네가스크 올림픽 위원회
- 1994년 — 프랑스 국가 올림픽 및 스포츠 위원회
- 1994년 — 노르웨이 사람들
- 1995년 — 대한체육회
- 1996년 — 바덴바덴시
- 1997년 — 수상 없음
- 1998년 — 나가노 사람들
- 1999년 — 유엔기구
- 2000년 — 시드니 시
- 2001년 — 엘도렛(Eldoret) 킵 케이노 학교(Kip Keino School)
- 2002년 — 솔트레이크시티 주민들
- 2003년 — 알링기 팀
- 2004년 — 아테네 사람들[2]
- 2005년 — 레이크 플래시드 동계 올림픽 박물관[3]
- 2006년 — 토리노 사람들
- 2007년 — 레이크 플래시드 동계 올림픽 박물관[4]
- 2008년 — 베이징 시민들[5]
- 2009년 —
- 2010년 — 싱가포르 사람들[6]
- 2011년 — 남아프리카 스포츠 연맹 및 올림픽 위원회와 더반 주민들
- 2012년 — 런던 시민들[7]
- 2016년 — 리우데자네이루 시민들
- 2018년 — 부에노스아이레스 시민들[8]
- 2022년 — 중화인민공화국 시민들

## 같이 보기
- 올림픽 훈장
- 피에르 드 쿠베르탱 메달